# Jalen Bridges
Jalen Lashaun Bridges (Fairmont, 14 maggio 2001) è un cestista statunitense, di ruolo ala piccola, professionista nella NBA e nella NBA G League.

## Carriera
Dopo aver completato la carriera collegiale con i West Virginia Mountaineers e con i Baylor Bears, non viene scelto al Draft NBA 2024, rimanendo undrafted. Firma poi un two-way contract con i Phoenix Suns, venendo associato alla squadra affiliata dei Valley Suns in G League.

## Statistiche

### College
| Anno      | Squadra         | PG  | PT  | MP   | TC%  | 3P%  | TL%  | RP  | AP  | PRP | SP  | PP   |
| --------- | --------------- | --- | --- | ---- | ---- | ---- | ---- | --- | --- | --- | --- | ---- |
| 2020-2021 | WV Mountaineers | 28  | 19  | 18,1 | 49,6 | 40,9 | 71,4 | 3,6 | 0,3 | 0,5 | 0,4 | 5,9  |
| 2021-2022 | WV Mountaineers | 33  | 33  | 26,8 | 42,8 | 32,5 | 82,3 | 4,8 | 0,8 | 1,0 | 0,7 | 8,4  |
| 2022-2023 | Baylor Bears    | 34  | 34  | 27,3 | 50,6 | 32,4 | 77,8 | 5,6 | 1,0 | 0,9 | 1,0 | 10,3 |
| 2023-2024 | Baylor Bears    | 35  | 35  | 31,7 | 46,6 | 41,2 | 82,3 | 5,7 | 1,4 | 1,1 | 0,6 | 12,2 |
| Carriera  | Carriera        | 130 | 121 | 26,4 | 47,2 | 37,0 | 79,6 | 5,0 | 0,9 | 0,9 | 0,7 | 9,4  |

### NBA

#### Regular Season
| Anno      | Squadra      | PG | PT | MP  | TC%  | 3P%  | TL%  | RP  | AP  | PRP | SP  | PP  |
| --------- | ------------ | -- | -- | --- | ---- | ---- | ---- | --- | --- | --- | --- | --- |
| 2024-2025 | Phoenix Suns | 8  | 0  | 3,8 | 28,6 | 28,6 | 75,0 | 0,5 | 0,0 | 0,0 | 0,0 | 1,1 |
| Carriera  | Carriera     | 8  | 0  | 3,8 | 28,6 | 28,6 | 75,0 | 0,5 | 0,0 | 0,0 | 0,0 | 1,1 |

### G League
| Anno      | Squadra     | PG | PT | MP   | TC%  | 3P%  | TL%  | RP  | AP  | PRP | SP  | PP   |
| --------- | ----------- | -- | -- | ---- | ---- | ---- | ---- | --- | --- | --- | --- | ---- |
| 2024-2025 | Valley Suns | 41 | 41 | 33,2 | 41,7 | 38,6 | 80,0 | 5,7 | 1,4 | 1,1 | 0,8 | 14,8 |
| Carriera  | Carriera    | 41 | 41 | 33,2 | 41,7 | 38,6 | 80,0 | 5,7 | 1,4 | 1,1 | 0,8 | 14,8 |